# Wilhelm Rothmayer
Wilhelm Rothmayer (* 18. Dezember 1910 in Villach; † 2. März 1985 ebenda) war ein österreichischer Marathonläufer.
1935 wurde er bei den Österreichischen Meisterschaften Dritter in 2:50:09 h.
Bei den Olympischen Spielen 1936 in Berlin kam er in 3:02:32 h auf den 32. Platz. Kurz danach wurde er mit seiner persönlichen Bestzeit von 2:41:21 h Zweiter bei den Österreichischen Meisterschaften.